# Atriplex tridentata
Atriplex tridentata är en amarantväxtart som beskrevs av Carl Ernst Otto Kuntze. Atriplex tridentata ingår i släktet fetmållor, och familjen amarantväxter. Utöver nominatformen finns också underarten A. t. robusta.